# Raisinghnagar
Raisinghnagar es una localidad y un municipio (Tehsil) en el distrito de Sri Ganganagar en el estado indio de Rajasthan. La ciudad está rodeada por tierra fértil.[cita requerida]

## Demografía
En el censo de la india de 2011, la ciudad de Raisinghnagar tenía una población de 28.330. Los hombres constituyeron el 53,25% (15085) de la población y las mujeres el 46,75% (13245). En 2011, Raisinghnagar tuvo un índice de alfabetización promedio por encima del 72,08% (20423).

## Economía
La economía de Raisinghnagar depende de la agricultura en los alrededores.

## Religión
La mayoría de personas de Raisinghnagar Hinduismo de práctica o Sikhism. Asimismo existen también algunos musulmanes.

## Clima
El clima de Raisinghnagar varía hasta límites extremos. La temperatura del verano alcanza hasta 50 ° Celsius y la temperatura del invierno desciende alrededor de -1 ° Celsius. La precipitación anual promedio es de más de 40 centímetros (16 plg).